# Coupe Mitropa 1957
Navigation
Édition précédente Édition suivante
La Coupe Mitropa 1957 est la dix-septième édition de la Coupe Mitropa.

## Compétition
Les matchs sont en format aller-retour. 

### Quarts de finale
| Équipe 1                 | Résultat | Équipe 2              | Aller | Retour | Appui |
| ------------------------ | -------- | --------------------- | ----- | ------ | ----- |
| Vasas SC                 | 4 - 2    | First Vienna          | 3 - 0 | 1- 2   |       |
| Rapid Vienne             | 4 - 4    | MTK Budapest FC       | 1 - 1 | 3 - 3  | 4 - 1 |
| Slovan Bratislava        | 1 - 6    | FK Vojvodina Novi Sad | 1 - 0 | 0-6    |       |
| Étoile rouge de Belgrade | 2 - 2    | FK Dukla Prague       | 1 - 1 | 1 - 1  | 1 - 0 |

### Demi-finales
| Équipe 1     | Résultat | Équipe 2                 | Aller | Retour | Appui |
| ------------ | -------- | ------------------------ | ----- | ------ | ----- |
| Vasas SC     | 6- 3     | Étoile rouge de Belgrade | 3 - 1 | 3- 2   |       |
| Rapid Vienne | 4 - 4    | FK Vojvodina Novi Sad    | 3 - 0 | 1 - 4  |       |

### Finale
| Équipe 1 | Résultat | Équipe 2              | Aller | Retour |
| -------- | -------- | --------------------- | ----- | ------ |
| Vasas SC | 5 - 2    | FK Vojvodina Novi Sad | 4 - 0 | 1 -2   |